# Battaglia di Suomenlinna
La battaglia di Suomenlinna (conosciuta anche come la battaglia di Viapori o bombardamento di Sweaborg) fu combattuta il 7–8 agosto 1855 tra i difensori russi e una flotta britannica/francese congiunta, parte della guerra di Crimea.

## Contesto
Costruita durante il dominio svedese della Finlandia nel XVIII secolo, la fortezza di Viapori (in svedese Sveaborg, ribattezzata in finlandese nel 1918 come Suomenlinna) era la principale installazione difensiva del Granducato di Finlandia. Dopo che la capitale del Granducato fu trasferita da Turku a Helsinki nel 1812, il valore di Viapori non fece che aumentare. Tuttavia, allo scoppio della guerra di Crimea l'artiglieria della fortezza era già diventata obsoleta. Dopo le vicende del 1854 russi (e finlandesi) si aspettavano un attacco a Viapori nel 1855. Le piccole scaramucce che erano state combattute lungo la costa tra le forze russe e quelle anglofrancesi all'inizio dell'estate del 1855 non fecero che confermare la preoccupazione, mentre la maggior parte della flotta russa era ancorata nel porto e vicino alla fortezza di Kronstadt al largo di San Pietroburgo.

## Battaglia

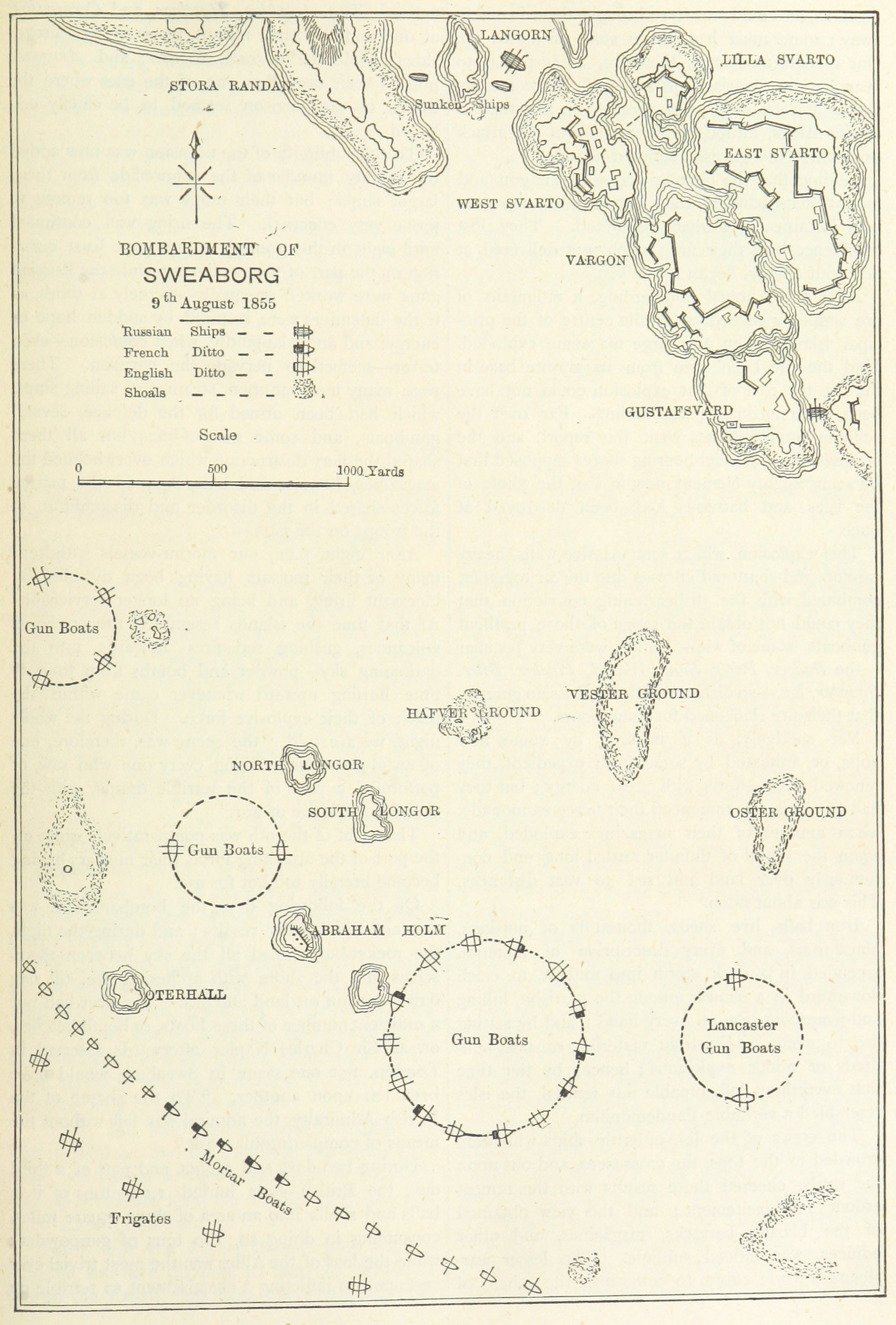
Una mappa delle posizioni delle navi attaccanti

Le forze navali britanniche e francesi, composte da 77 navi, si schierarono per la tanto attesa battaglia il 6 agosto 1855. Si disposero in un fronte a più di 3 km dalla costa oltre il raggio d'azione dell'artiglieria obsoleta dei difensori. Tre giorni dopo iniziò il bombardamento. Questo continuò per 47-48 ore, mentre gli attaccanti stazionavano fuori dalla portata delle difese del forte. Gli inglesi e i francesi bombardarono solo la fortezza di Viapori ed evitarono di sparare direttamente sulla città di Helsinki. Mentre il bombardamento ha causato danni alle strutture in superficie, inclusi diversi magazzini di polvere da sparo che sono esplosi, la maggior parte delle forze in difesa è sopravvissuta indenne con le loro armi intatte portando a uno stallo, con le armi degli attaccanti incapaci di sfondare le difese del nemico e l'artiglieria dei difensori incapace di colpire le navi attaccanti. Una volta interrotto il fuoco, gli attaccanti rimasero comunque stazionari dove si trovavano, instillando nei difensori il timore di uno sbarco. Tuttavia gli anglofrancesi non sbarcarono truppe né a Viapori né a Helsinki, e alla fine si ritirarono.